# Dumitru I. Ștefanescu
Dumitru I. Ștefănescu (n. 5 septembrie 1882, Strâmba de Jos, Ilfov, România – d. 19 ianuarie 1926, România) a fost un agronom român, considerat fondatorul horticulturii științifice în România. A avut contribuții majore în organizarea învățământului horticol, înființarea școlilor de specialitate și promovarea practicilor moderne în pomicultură și legumicultură.

## Biografie

### Copilărie și educație
Dumitru I. Ștefănescu s-a născut pe 5 septembrie 1882, în satul Strâmba de Jos, județul Ilfov, într-o familie de țărani săraci. A urmat școala primară în satul natal și gimnaziul „Ioniță Asan” din Caracal, absolvind liceul în 1901. Rămas orfan, s-a înscris la Școala Centrală de Agricultură de la Herăstrău, unde a absolvit în 1905 cu distincție. În 1907, a obținut o bursă pentru a studia la Școala Superioară de Horticultură de la Versailles, Franța, unde a excelat, primind „Diploma de argint” și o excursie de studii gratuită în zona Mediteranei și Italia.

### Carieră profesională
La întoarcerea în țară, în 1910, a fost numit șef al pepinierei pomicole de stat Ursoaia-Buzău, iar după șase luni a devenit horticultor agronom la „Casa Rurală”, unde a lucrat opt ani pentru a sprijini țăranii cu asistență tehnică și material de plantat. În 1912, a fondat Școala Elementară Agricolă Dragomirești-Vale, prima școală de grădinărit din România, al cărei director a fost. Din 1920, a ocupat funcții în Ministerul Agriculturii, ca inspector horticol, inspector general și membru al Consiliului Superior Agronomic, și a fost conferențiar la Catedra de Horticultură a Academiei de Agricultură din Cluj.

## Activitate științifică

### Contribuții în horticultură
Dumitru I. Ștefănescu a fost un pionier al horticulturii românești, organizând în 1923 Primul Congres de Horticultură din România, cu peste 100 de participanți. A fondat Societatea de Horticultură din România, fiind secretar general, și a contribuit la înființarea Școlii Medii de Horticultură Băneasa și a Direcției de Horticultură în Ministerul Agriculturii. A promovat educația horticolă de masă, susținând ideea unui „învățământ agricol popular” aplicat direct de săteni, și a introdus conceptul „grădinilor școlare” pentru pregătirea practică a elevilor.
A elaborat primul „program de activitate a horticulturii practice”, evidențiind potențialul României pentru producția de fructe, inclusiv pentru export. A susținut înființarea pepinierelor, standardizarea fructelor și legumelor, utilizarea frigului artificial pentru conservare și transportul eficient al produselor agricole.

### Publicistică și educație
Ștefănescu a publicat 341 de lucrări (articole, broșuri, conferințe), fiind un publicist prolific. A fondat „Biblioteca agricolă populară” și a contribuit la reviste precum „Viața agricolă” și „Revista horticolă”. Lucrări notabile includ *Industrializarea și comercializarea fructelor și legumelor* și *Sfaturi practice pentru cultura pomilor*. A militat pentru formarea cadrelor horticole, subliniind nevoia de „elemente capabile” în agricultură.

## Lucrări
- Din istoricul grădinilor, Conferință, „Gutemberg”, București, 1911
- Învățământul agricol oficial în Franța, Rev. „Viața agricolă”, București, 1911
- Indicații practice asupra altoirilor de primăvară, Rev. „Viața agricolă”, nr. 3, București, 1911
- Mărul Calvil Blanc, Rev. „Viața agricolă”, București, 1912
- Plantați pomi roditori, „Cartea Românească”, București, 1916
- Producția grădinilor moderne, „Karl Gobi”, București, 1916
- Un pas realizat spre învățământul agricol specializat, Rev. „Basarabia agricolă”, 2, 3, „România Nouă”, Chișinău, 1919
- Instituțiile viticole și horticole de peste munți, Rev. „Viața agricolă”, nr. 14, 15, 16, „Gutemberg”, București, 1921
- Fructele Basarabiei, Buletinul Agriculturii, Tip. „Viața Românească”, București, 1922
- Cultivați legumele, Tip. „Cartea Românească”, București, 1923
- Degenerarea prunului D'Agen, Buletinul agriculturii, vol. 4, nr. 10-12, Tip. „Adevărul”, București, 1923
- Pomii noștri roditori, „Cîmpul”, nr. 5, București, 1923
- Industrializarea fructelor, Rev. „Horticolă”, nr. 11, București, 1924
- Altoirea pomilor roditori, „Cartea Românească”, București, 1925
- Grădinile experimentale și demonstrative cu pomi roditori, Extr. din „Buletinul Agriculturii”, vol. I, nr. 1, 3, București, 1925
- Industrializarea și comercializarea fructelor și legumelor, „Cartea Românească”, București, 1925
- Organizarea producției și desfacerii fructelor, „Tiparul Românesc”, București, 1925
- Pepinierele horticole, „Bucovina”, București, 1925
- Semințele de legume, „Cartea Românească”, București, 1925
- Cauzele agricole și horticole, Rev. „Horticolă”, nr. 26, București, 1925
- Horticultura Basarabiei, Rev. „Horticolă”, nr. 23, București, 1925
- Pepiniera de pomi roditori, „Cartea Românească”, București, 1926
- Răsadnițele, „Cartea Românească”, București, 1926

## In memoriam
Dumitru I. Ștefănescu a murit pe 19 ianuarie 1926, la 44 de ani, răpus de septicemie în urma unei fracturi accidentale. A fost o pierdere majoră pentru horticultura românească. Bustul său se află în curtea fostei școli de horticultură de la Băneasa, iar contribuțiile sale îl definesc drept fondatorul horticulturii științifice în România.